# Gleneagles

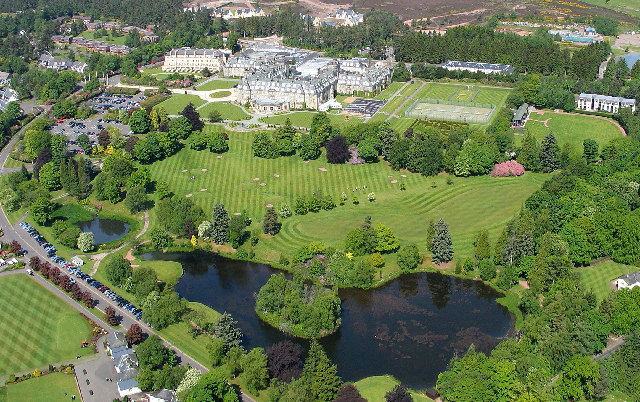
Het Gleneagles Hotel en bijbehorende landerijen (Foto: Simon Ledingham)

Gleneagles is een vallei (een zogenaamde glen) in het vroegere graafschap Perthshire in Schotland, thans in het raadsgebied Perth and Kinross. In de vallei bevinden zich een hotel (het Gleneagles Hotel) en een golfterrein.

## Hotel
In 1914 reed Donald Matheson, General Manager of the Caledonian Railway Company, per toeval met de trein door de Gleneagles vallei, en besloot daar een paleisachtig hotel te bouwen met twee golfbanen, de King's en de Queen's. Hij vroeg James Braid, vijf maal winnaar van het Britse Open voordat hij golfbanen ging aanleggen, de banen te ontwerpen. Vijf jaar later werden de golfbanen geopend, en in 1924 werd het hotel geopend.
Gleneagles kwam op twee momenten in het nieuws. De eerste keer was met de Gleneagles-overeenkomst (1977), waarin alle presidenten en premiers van de Commonwealth verklaarden hun sporters ervan te weerhouden contact en wedstrijden aan te gaan met Zuid-Afrikaanse sporters. Dit was een onderdeel in de toenmalige internationale campagne tegen apartheid. De tweede keer was toen het hotel de locatie was voor de 31e jaarlijkse conferentie van de G8, de G8-bijeenkomst in 2005.
Het hotel heeft een beroemd restaurant, Andrew Fairlie, dat twee Michelinsterren heeft.

## Golf
Op het Gleaneagles Golf Club in Auchterarder is menig Brits Open gespeeld.
De club heeft de volgende banen: 
- de 'King's Course' (par 70), geopend in 1919, is de beroemdste baan.
- de 'Queen's Course' (par 69), de baan is minder moeilijk dan de andere twee.
- de 'Wee Course', de eerste 9 holes werden in 1928 aangelegd door greenkeeper George Alexander, in 1974 werd de baan uitgebreid tot 18 holes en de 'Prince's Course' genoemd. Sinds de veranderingen in 1990 wordt de naam 'Wee Course' weer gebruikt.

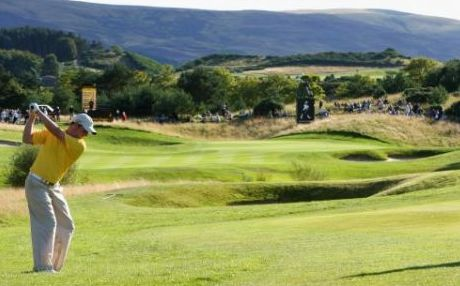
PGA Centenary Course (Foto: This is Golf)

- de 'Monarch's Course' (par 72) is een ontwerp van Jack Nicklaus uit 1990. Deze nieuwe baan ging voor een deel over de 'Glendevon Course' (uit 1980), zodat deze niet meer bestaat. Ook werd een deel van de 'Prince's Course' erbij betrokken. De rest van de 'Prince's Course' werd herschapen in een nieuwe 9 holesbaan, die de naam 'Wee Course' terug kreeg.

Op de Monarch's werd Rolf Muntz in 1999 tweede bij het Schots Open, na het verliezen van de play-off tegen Warren Bennet.
In februari 2001 werd de Monarch's omgedoopt in 'The PGA Centenary Course', om daarmee te vieren dat de PGA 100 jaar bestond. De baan is ontworpen door Jack Nicklaus. Hij ligt in een heuvelachtig landschap, heeft veel hei en is 5998 meter lang, daarmee de langste baan in de binnenlanden van Schotland. Op deze baan werd in 2008 het Johnnie Walker Kampioenschap gespeeld, het laatste toernooi waar spelers punten kunnen halen om in het Europese Ryder Cup team te komen. Ook de Johnnie Walker Championship 2011 ging hier door. In september 2014 werd de Ryder Cup hier gespeeld. In 2018 was het de locatie van de European Golf Team Championships 2018.